# Stensångare
Stensångare (Phylloscopus griseolus) är en asiatisk tätting i familjen lövsångare inom ordningen tättingar. Den häckar i steniga bergssluttningar vid eller ovan trädgränsen och flyttar vintertid till lägre nivåer i Indien. En fågel upptäcktes sensationellt på Christiansø utanför danska Bornholm i juni 2016. IUCN kategoriserar den som livskraftig.

## Utseende och läten
Stensångaren är en mörk Phylloscopus-sångare, med mörkt grå ovansida, starkt gult ögonbrynsstreck och brungul undersida. Lätet är ett mjukt kwip.

## Utbredning och systematik
Stensångaren häckar i bergstrakter i södra Asien och övervintrar i Indien. En individ höll sig sensationellt på Christiansø utanför Bornholm från 30 maj till 4 juni 2016. Ytterligare en fynd har gjorts i Europa av en sjungande fågel på ön Lundy i Storbritannien 8 juni 2021. Arten behandlas som monotypisk, det vill säga att den inte delas in i några underarter.

### Familjetillhörighet
Lövsångarna behandlades tidigare som en del av den stora familjen sångare (Sylviidae). Genetiska studier har dock visat att sångarna inte är varandras närmaste släktingar. Istället är de en del av en klad som även omfattar timalior, lärkor, bulbyler, stjärtmesar och svalor. Idag delas därför Sylviidae upp i ett antal familjer, däribland Phylloscopidae. Lövsångarnas närmaste släktingar är familjerna cettior (Cettiidae), stjärtmesar (Aegithalidae) samt den nyligen urskilda afrikanska familjen hylior (Hyliidae).

## Levnadssätt
Stensångaren gör skäl för sitt namn genom att häcka på torra, steniga bergssluttningar, med låg vegetation, spridda enar och himalajatall, huvudsakligen vid eller över trädgränsen. Vintertid ses den på lägre nivåer (nedanför 1.500 meter) i tät undervegetation i lövskog, men också steniga områden, branta raviner och kring gamla murar eller byggnader.

### Föda
Fågeln äter huvudsakligen små insekter, framför allt små skalbaggar som vivlar och larver. Den födosöker ensam eller i par, mestadels på marken där den rör sig som en järnsparv. Den kan också ses krypa sidledes på trädstammar likt en trädkrypare och utmed större grenar som en nötväcka.

### Häckning
Stensångaren häckar från slutet av april till början av augusti. Boet som byggs av honan är en boll av gräs, växtfibrer och fjädrar som placeras upp till 1,5 meter ovanför marken i en tät buske. Honan lägger fyra till fem ägg som ruvas i 14–17 dagar. Ungarna matas av båda föräldrarna.

## Status och hot
Arten har ett stort utbredningsområde och en stor population med stabil utveckling. Utifrån dessa kriterier kategoriserar internationella naturvårdsunionen IUCN arten som livskraftig (LC). Världspopulationen har inte uppskattats, men den rapporteras vara relativt ovanlig.

## Bilder

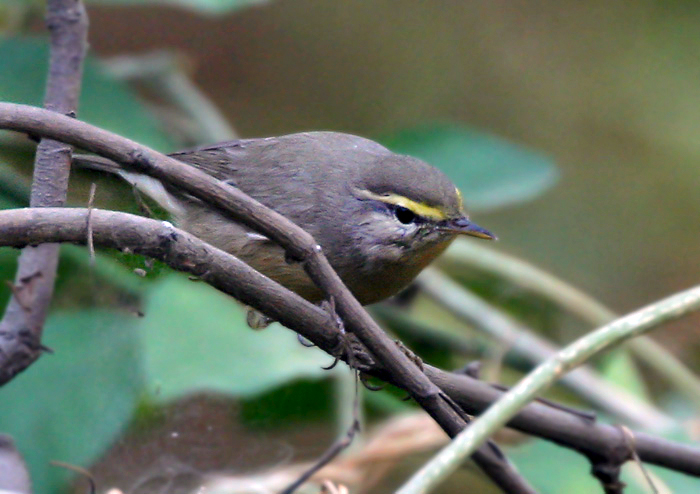
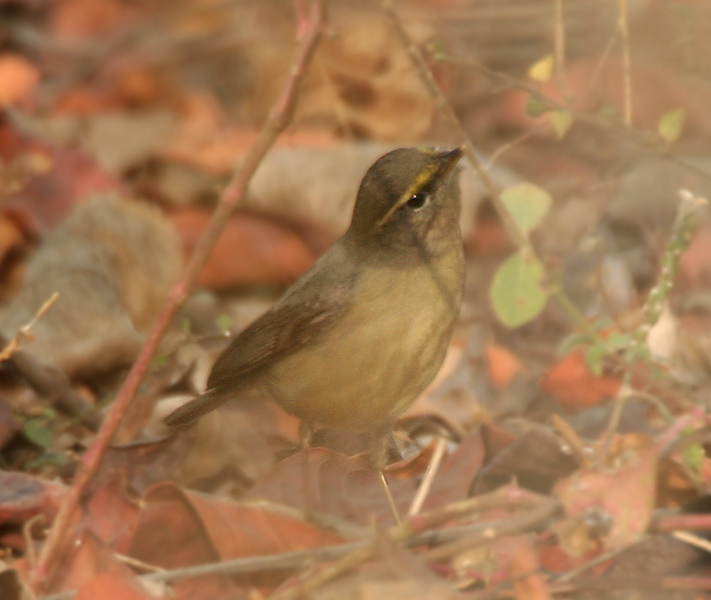
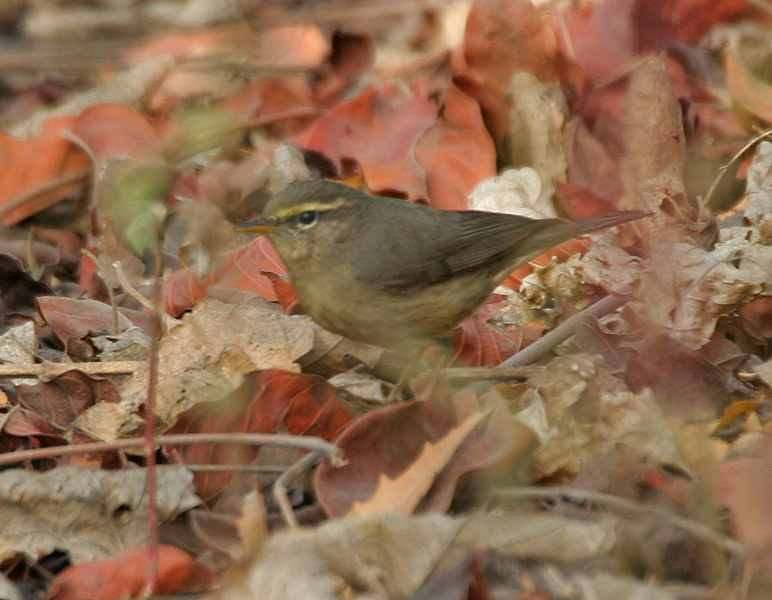